# Tribunal Europeu de Drets Humans
El Tribunal Europeu de Drets Humans (també denominat Tribunal d'Estrasburg i Cort Europea de Drets Humans) és un òrgan judicial internacional del Consell d'Europa, amb seu a la ciutat d'Estrasburg davant el qual poden presentar-se, en determinades circumstàncies, denúncies de violacions dels drets reconeguts al Conveni europeu de drets humans. Aquest conveni és un tractat pel qual alguns Estats europeus han acordat protegir certs drets fonamentals. Els drets garantits es troben enumerats en aquest Conveni i en els Protocols número 1, 4, 6 i 7, que alguns Estats han ratificat.
Aquest tribunal solament pot tindre coneixement d'una demanda si s'han esgotat abans tots els recursos del país objecte de judici. Les sentències del Tribunal d'Estrasburg impliquen judici (res iudicata) i interpretació (res interpretata).

## Història
El nou Tribunal Europeu de Drets Humans va començar a funcionar l'1 de novembre de 1998, amb l'entrada en vigor del Protocol núm. 11. El 31 d'octubre de 1998 l'antic Tribunal va deixar d'existir. No obstant això, d'acord amb el Protocol núm. 11, la Comissió va continuar en funcions durant un any més (fins al 31 d'octubre de 1999) per a instruir els casos declarats admissibles per aquesta abans de l'entrada en vigor del Protocol núm. 11.

## Cort del Consell Europeu
El Tribunal Europeu de Drets Humans, que fa complir el Conveni Europeu de Drets Humans, és l'òrgan més conegut del Consell d'Europa. El Consell d'Europa (CoE) és una organització internacional fundada arran de la Segona Guerra Mundial per defensar els drets humans, la democràcia i l'estat de dret a Europa. Fundada l'any 1949, compta amb 47 estats membres, amb una població aproximada de 820 milions d'habitants, i opera amb un pressupost anual d'aproximadament 500 milions d'euros.
L'organització és diferent de la Unió Europea (UE) de 27 nacions, encara que de vegades es confon amb ella, en part perquè la UE ha adoptat la bandera d'Europa original creada pel Consell d'Europa el 1955,] així com la himne d'Europa. Cap país s'ha unit mai a la UE sense pertànyer al Consell d'Europa. El Consell d'Europa és un observador oficial de les Nacions Unides.

## Organització interna
- El Tribunal, en ple, tria el seu president, dos vicepresidents i dos presidents de secció per un període de tres anys. Els dos vicepresidents són igualment presidents de secció. Cada una de les quatre seccions compta, així mateix, amb un Vicepresident.
- La composició de les quatre seccions, estable per tres anys, ha d'estar equilibrada tant des del punt de vista geogràfic com des del de la representació de sexes, tenint en compte els diferents sistemes jurídics existents als Estats contractants.
- Dues seccions són presidides pels vicepresidents del Tribunal i les altres dues pels presidents de secció elegits pel Tribunal. Els presidents de secció són assistits i, si és necessari, reemplaçats pels vicepresidents de secció.
- Al si de cada secció es constitueixen també, per períodes de dotze mesos, comitès de tres jutges. Aquests comitès són un element important de la nova estructura, ja que efectuen una gran part de la tasca de filtratge que abans desenvolupava la Comissió.
- Sales de set membres es constitueixen dins de cada secció, de mode rotatori, amb el president de la secció i el jutge electe a títol de l'Estat en qüestió segons cada cas. Quan aquest jutge no és membre de la secció, actua a la sala en qualitat de membre ex officio. Els membres de la secció que no són membres titulars de la sala són suplents.
- La Gran Sala, de disset jutges, es constitueix per tres anys. A part dels membres ex officio —el president, els vicepresidents i el president de secció—, la Gran Sala es forma mitjançant un sistema de rotació de dos grups, que s'alternen cada nou mesos, la composició dels quals té en compte l'equilibri geogràfic i intenta reflectir les diferents tradicions legals existents als Estats.

## L'edifici
L'edifici del Tribunal europeu dels drets humans fou dissenyat per Richard Rogers i construït entre 1989 i 1995. Durant el procés de disseny de l'edifici es va haver de reformular, ja que amb la caiguda del bloc comunista a final dels anys vuitanta s'incrementava la possibilitat de noves incorporacions a la Unió Europea, fet pel qual s'havien de crear nous espais (oficines, despatxos, halls…).